# Anacardium excelsum
Anacardium excelsum là một loài thực vật có hoa trong họ Đào lộn hột. Loài này được (Bertero ex Kunth) Skeels mô tả khoa học đầu tiên năm 1912.

## Hình ảnh

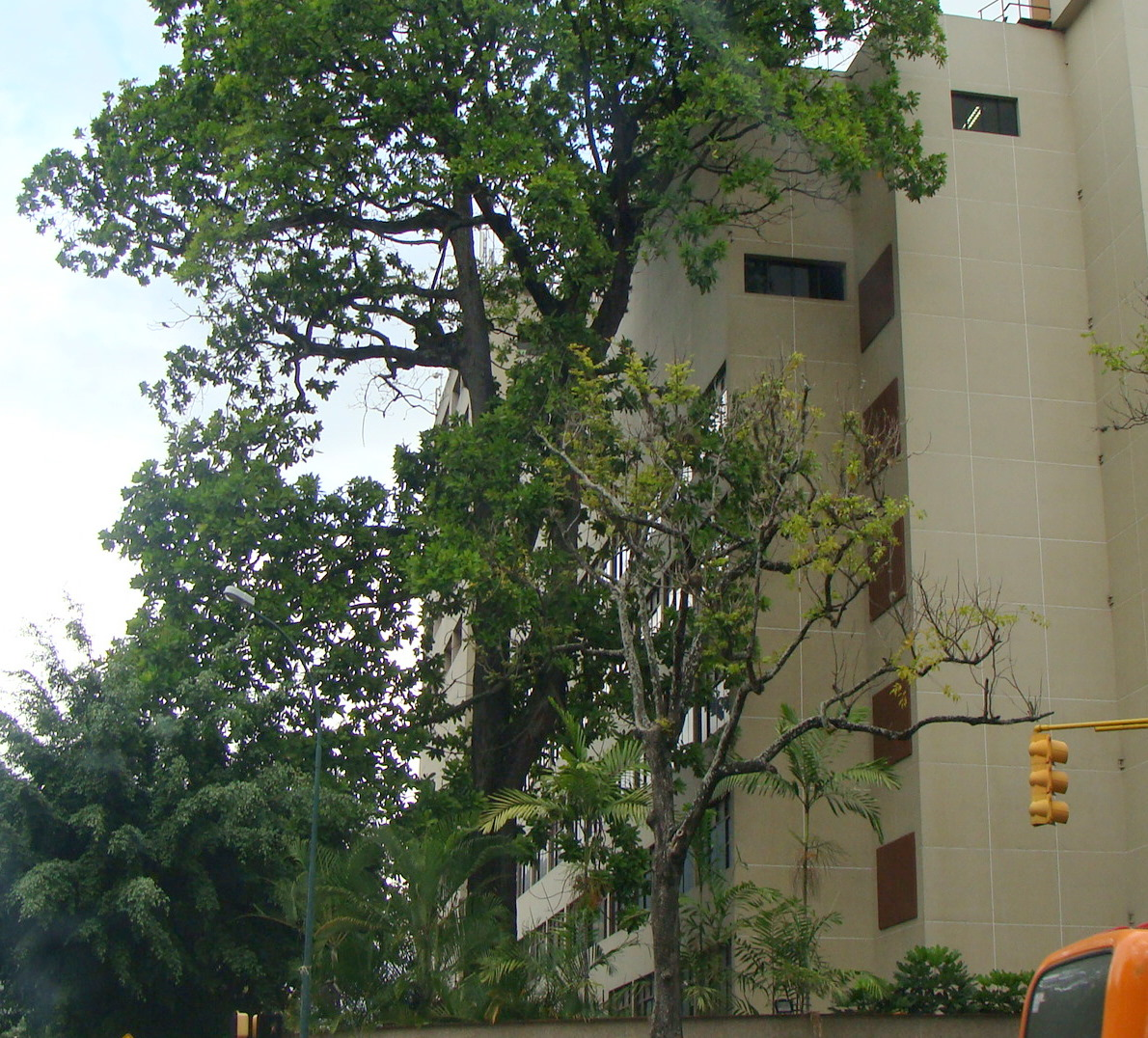
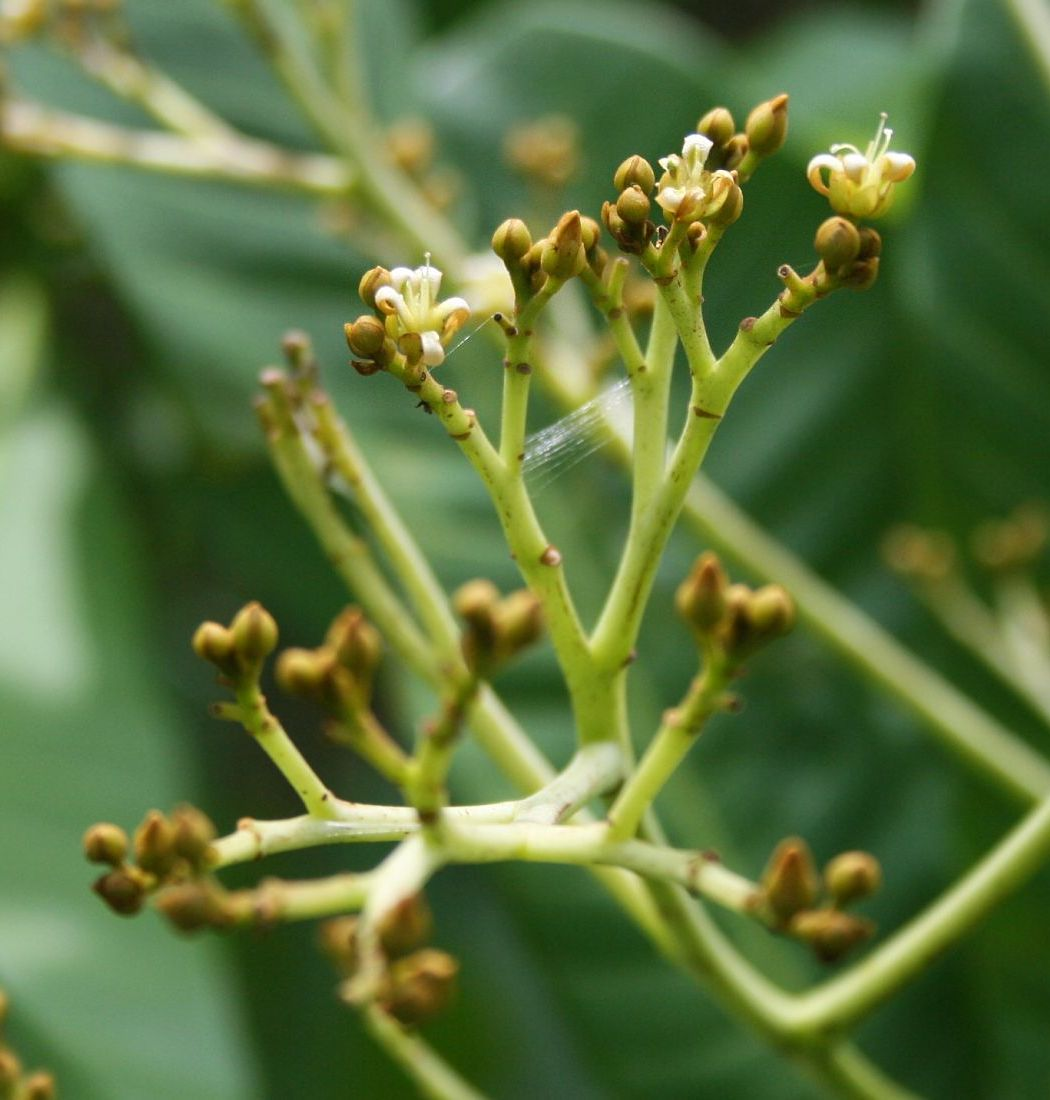